# Goodies (альбом)
Goodies — дебютный студийный альбом американской певицы Сиары, выпущенный 28 сентября 2004 года на лейбле LaFace Records. После написания песен для нескольких исполнителей, Сиару заметил музыкальный продюсер Jazze Pha, и она приступила к записи дебютного альбома, получившего название Goodies. Концепция альбома была придумана после выхода одноимённого трека, созданного на основе женского кранка, и имеющего сходство с песнями Ашера («Yeah») и Пити Пабло («Freek-a-Leek»). Работая над альбомом, Сиара сотрудничала с несколькими авторами и продюсерами, включая Jazze Pha, Лил Джона, Bangladesh, Ар Келли, Джонта Остина, Шона Гарретта, Кери Хилсон и других.
После выхода альбома, Сиара была провозглашена «Принцессой» или «Первой кранк&B-леди». Песни на альбоме выдержаны в жанре танцевальной музыки, в которой сочетаются элементы поп-музыки, R&B и хип-хопа. В заглавном треке затрагивается тематика расширения прав и возможностей женщин, в других проявляется интерес ко взрослой жизни. Критики дали альбому смешанную оценку, похвалив одноимённую титульную песню, при этом посчитав, что остальные песни неоригинальны, а также указали на ограниченные вокальные способности Сиары. Многие критики сравнили альбом с творчеством певицы Алии, а также отметили его сходство с работами группы Destiny’s Child.
Альбом достиг коммерческого успеха, дебютировав под номером три в американском чарте Billboard 200 с продажами 124 750 экземпляров в первую неделю. Позже он был сертифицирован как трёхкратно-платиновый от Американской ассоциации звукозаписывающих компаний (RIAA), и по состоянию на июнь 2010 года его продажи составляют 2,7 миллионов экземпляров в США. Альбом также стал успешным на международном рынке, получив платиновый статус от Канадской ассоциации звукозаписывающих компаний (CRIA) и золотой от Британской ассоциации производителей фонограмм (BPI). Goodies также принёс Сиаре две номинации на 48-ю премию «Грэмми» в категории «Лучший новый исполнитель» и «Лучшее рэп-/песенное исполнение» за песню «1, 2 Step».

## История выхода альбома
Будучи подростком, Сиара сформировала девичью группу Hearsay, в которую, помимо неё самой, входили две её подруги. Они записали демодиск, но со временем между участницами произошли разногласия, и группа распалась. Несмотря на это, Сиара продолжила заниматься музыкой, и решила попробовать себя в роли автора песен. Покинув группу Hearsay, она начала сотрудничество с продюсерами Трики Стюарт и The-Dream. Она писала песни для таких исполнителей, как Майя Хэррисон, Фантазия Баррино и других. По словам Сиары, она мечтала о том, чтобы её песни звучали на радио, но до встречи с продюсером Jazze Pha в 2002 году, в неё никто не верил. Вскоре Сиара подписала контракт с лейблом Sho'nuff Records, и к этому времени уже было записано пять треков. «Чего действительно не хватало, так это Джанет Джексон, качественной танцевальной музыки. Сиара восполнила этот пробел. Она милая, она умеет танцевать, писать песни, и её любят дети. Её любят все» — говорил Jazze Pha о Сиаре.

## Коммерческий успех
Альбом дебютировал под #3 в американском чарте Billboard 200, с продажами 124 750 копий в первую неделю. Goodies достиг вершины чарта Top R&B/Hip-Hop Albums, свергнув альбом Ашера Confessions. Альбом продержался 71 неделю в чарте Billboard 200, и 10 октября 2006 года Американская ассоциация звукозаписывающих компаний сертифицировала его трижды платиновым. Пластинка была продана тиражом в 5 млн копий в мире.

## Список композиций
| №   | Название                                       | Автор(ы)                                                               | Продюсер(ы)      | Длительность |
| --- | ---------------------------------------------- | ---------------------------------------------------------------------- | ---------------- | ------------ |
| 1.  | «Goodies» (featuring Petey Pablo)              | Ciara, Jonathan Smith, Sean Garrett, Craig Love, LaMarquis Jefferson   | Lil Jon          | 3:43         |
| 2.  | «1, 2 Step» (featuring Missy Elliott)          | Ciara, Phalon Alexander, Missy Elliott                                 | Jazze Pha        | 3:23         |
| 3.  | «Thug Style»                                   | Ciara, Alexander, Johntá Austin                                        | Jazze Pha        | 4:25         |
| 4.  | «Hotline»                                      | Ciara, Shondrae Crawford                                               | Bangladesh       | 3:23         |
| 5.  | «Oh» (featuring Ludacris)                      | Ciara, Andre Harris, Vidal Davis, Christopher Bridges                  | Dre & Vidal      | 4:16         |
| 6.  | «Pick Up the Phone»                            | Ciara, Alexander, Austin                                               | Jazze Pha        | 3:48         |
| 7.  | «Lookin' at You»                               | Ciara, Alexander, Austin                                               | Jazze Pha        | 3:35         |
| 8.  | «Ooh Baby»                                     | Keri Hilson, Garrett, Harold Lang                                      | Flash Technology | 3:37         |
| 9.  | «Next to You»                                  | R. Kelly                                                               | R. Kelly         | 3:13         |
| 10. | «And I»                                        | Ciara, Adonis Shropshire                                               | Shropshire       | 3:53         |
| 11. | «Other Chicks»                                 | Ciara, Lakiesha Miles, Demetrius Spencer                               | French           | 4:21         |
| 12. | «The Title»                                    | Ciara, Jasper Cameron, Skip Scarborough                                | Cameron          | 4:21         |
| 13. | «Goodies (Remix)» (featuring T.I. & Jazze Pha) | Ciara, Garrett, Smith, Love, Jefferson, Alexander, Clifford Harris Jr. | Lil Jon          | 4:21         |

Примечания
- «The Title» содержит семпл из песни «Love Ballad», написанной Скипом Скарборо и исполненной L.T.D.

## Участники записи
| - Фалон "Jazze Pha" Александр — продюсер, бэк-вокал, исполнительный продюсер, аудио-продакшн, инструментовка - Кори Андерс — звукооператор, помощник - Джонта Остин — автор песен - Мозес "Petey Pablo" Барретт III — вокал - Карлос Бедойя — звукооператор - Джим Боттари — звукооператор - Лесли Братвайт — звукооператор, микширование, звукорежиссёр - Кристофер "Ludacris" Бриджес — вокал - Ральф Цациарри — звукооператор - Джаспер Кэмерон — автор песен, продюсер - Том Койн — мастеринг - Шондрэ "Bangladesh" Кроуфорд — автор песен, продюсер - Майк Дэвис — звукооператор - Видал Дэвис — продюсер, автор песен - Винсент Дилоренцо — звукооператор, микширование - Родни Ист — клавишные - Мелисса "Missy" Эллиотт — вокал - Flash Technology — продюсер - Йолонда Фредерик — макияж - Энди Галлас — программирование, звукооператор - Абель Гарибалди — программирование, звукооператор - Сэнди Гарретт — вокальный продюсер - Шон Гарретт — автор песен - Сербан Генеа — микширование - Кельвин "Ransum" Хаггинс — вокальный продюсер - Джон Хейнс — цифровое редактирование - Андрэ Харрис — продюсер, микширование, аудио-продакшн - Клиффорд "T.I." Харрис — вокал - Сиара Харрис — автор песен, вокал - Кевин Хикс — автор песен - Кери Хилсон — автор песен - Ламаркиз Джефферсон — автор песен | - Рэйчел Джонсон — стилист - Роберт "R." Келли — автор песен, аранжировка, бэк-вокал, продюсер - Гарольд Лэнг — автор песен - Генри "Noonie" Ли младший — исполнительный продюсер - Крейг Лав — автор песен - Донни Лайл — гитара - Карлтон Линн — звукооператор - Марк Манн — фотограф - Пьер Медор — вокальный продюсер - Ян Меренесс — звукооператор - Лакиеша Майлз — автор песен - Джейсон Млодзинский — помощник - Стив "ESP" Науакинский — звукооператор - Марк Питтс — A&R - Чарльз Сандерс — звукооператор, звукорежиссёр - Скип Скарборо — автор песен - Рэй Сии — микширование - Адонис Шропшайр — автор песен, продюсер, звукооператор, аудио-продакшн - Шириз Слейт — парикмахер - Джонатан "Lil Jon" Смит — продюсер, бэк-вокал, микширование - Нико Солис — звукооператор - Димитрий Спенсер — автор песен - Верн Спенсер — звукооператор - Брайан Стэнли — звукооператор, микширование - Шакир Стюарт — A&R - Энтони "T.A." Тейт — исполнительный продюсер - Сэм Томас — звукооператор - Майк Царсати — помощник - Кортни Уолтер — арт-директор, дизайн - Натан Уилер — помощник - Кори Уильямс — помощник - Филлана Уильямс — маркетинг - Арнольд Вулф — звукооператор |

## Чарты и сертификации
| Недельные чарты                 | Недельные чарты |
| Чарт (2004–05)                  | Высшая позиция  |
| ------------------------------- | --------------- |
| Australian Albums Chart         | 46              |
| Canadian Albums Chart           | 22              |
| Belgian Albums Chart (Flanders) | 88              |
| Dutch Albums Chart              | 79              |
| French Albums Chart             | 65              |
| German Albums Chart             | 67              |
| Irish Albums Chart              | 36              |
| Japan Oricon Albums Chart       | 14              |
| New Zealand Albums Chart        | 29              |
| Swiss Albums Chart              | 52              |
| UK Albums Chart                 | 25              |
| US Billboard 200                | 3               |
| US Top R&B/Hip-Hop Albums Chart | 1               |

| Сертификации   | Сертификации | Сертификации |
| Регион         | Организация  | Сертификат   |
| -------------- | ------------ | ------------ |
| Canada         | CRIA         | Платина      |
| Ireland        | IRMA         | Золото       |
| Japan          | RIAJ         | Золото       |
| New Zealand    | RIANZ        | Золото       |
| United Kingdom | BPI          | Золото       |
| United States  | RIAA         | 3× Платина   |